# ベルサ サンダー 380
ベルサ サンダー380は、アルゼンチンの銃器メーカーであるベルサが製造する.380 ACP弾を使用する自動拳銃である 。
形状はワルサーPP/PPKと似ているが、ベレッタ70ピストルと共通する機能も持っている。

## 開発
サンダー380は、サンダー32、サンダー22、サンダー22-6、サンダー380デラックス、サンダー 380コンバット、サンダー9、ミニサンダー9、ミニサンダー40、ミニサンダー45を含む現在のベルサ製品ラインナップの一部です。サンダー380の小型携行モデルである380CCと15発マガジン対応のサ380プラスは、米国ベルサから発売され、派生型のファイアストーム380とファイアストーム22はニュージャージー州のファイアストームSGSから販売されている。

## 市場の反応
サンダー380は小型でトリガーガードが丸みを帯びているため隠して携行するのに適しており、多くの南米諸国で高い人気を誇っている。
またエクアドル空軍など多くの軍や法執行機関がベルサ380を装備品に含めている。

## 設計と利点
サンダー380は軽量のアルミ合金フレームを採用することで重量を減らし持ち運びを容易にしつつ、反動を抑えるのに十分な重量を保持している。マガジン底部には延長グリップがあり、手の指が全て収まるようになっている。銃身はフレームに固定することで射撃精度を向上させ、薬室とマガジンの一番上の弾薬がほぼ真っ直ぐに並ぶことで、動作安定性を高めている。フレームにはグリップ上に長い後向きのタングを備え、作動するハンマーやスライドから手を保護している。サンダー380にはハンマーをロックする手動セーフティとデコッカー、弾倉が無い場合に発砲を防ぐマガジンセーフティ、長いダブルアクショントリガー、慣性撃針、一体型のキー操作トリガーロック、一部のバージョンには、自動撃針ブロック機能もある。またリアサイトのウィンデージ調整機能も備えている。